# Chandrika Kumaratunga

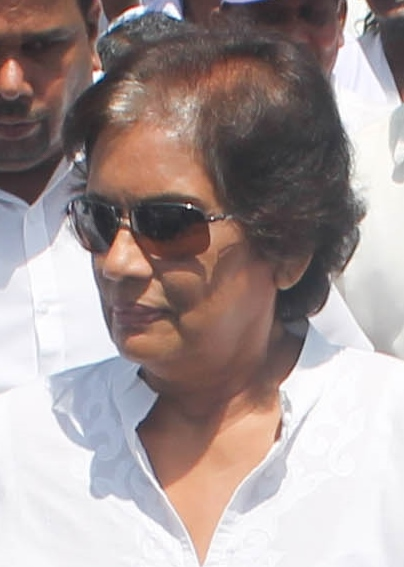
Chandrika Kumaratunga (2015)

Chandrika Bandaranaike Kumaratunga (singhalesisch චන්ද්‍රිකා බන්ඩාරනායක කුමාරතුංග, Tamil சந்திரிகா பண்டாரநாயக்கே குமாரதுங்கா; * 29. Juni 1945 in Colombo) ist eine sri-lankische Politikerin. Sie war von 1994 bis 2005 Staatspräsidentin und Vorsitzende der Sri Lanka Freedom Party.

## Leben und politische Karriere

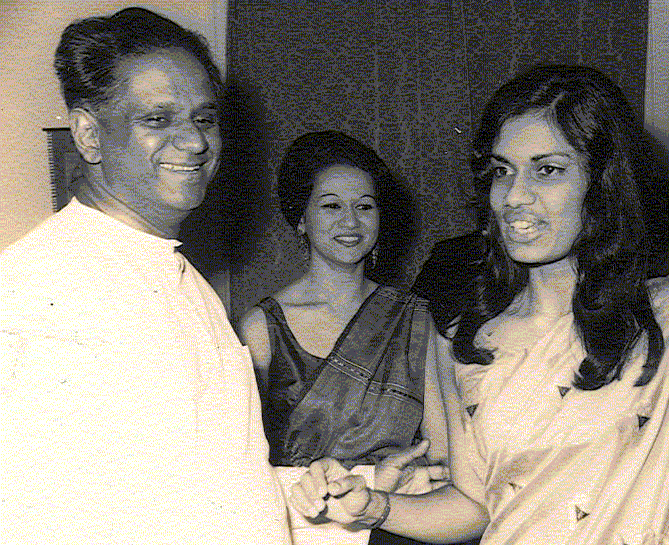
Chandrika Bandaranaike mit dem Botschafter Tissa Wijeyeratne in Paris (Anfang der 1970er-Jahre)

Chandrika Kumaratunga stammt aus einer wohlhabenden und politisch aktiven Familie. Ihr Vater S. W. R. D. Bandaranaike war zum Zeitpunkt ihrer Geburt Minister für Lokalverwaltung, später Vorsitzender der Sri Lanka Freedom Party (SLFP) und ab 1956 Premierminister des Landes. Er vertrat sozialistische und nationalistische Positionen, die die singhalesisch-buddhistischen Mehrheitsbevölkerung gegenüber den meist hinduistischen Tamilen bevorzugen sollten. 1959 wurde er ermordet. Nach seinem Tod wurde Chandrikas Mutter Sirimavo Bandaranaike Vorsitzende der SLFP, die weltweit erste Premierministerin und später Oppositionsführerin des Landes. Sie hat eine ältere Schwester – Sunethra (* 1943) – und einen jüngeren Bruder – Anura (1949–2008).
Chandrika besuchte die katholische Mädchenschule St. Bridget’s Convent in Colombo und studierte Jura am Aquinas University College. Sie setzte ihr Studium in Frankreich am Institut d’études politiques de Paris (Sciences Po) fort und absolvierte ein Volontariat als politische Journalistin bei der Zeitung Le Monde. Ihre Promotion in Entwicklungsökonomie brach sie Anfang der 1970er-Jahre ab, um ihre Mutter in der sri-lankischen Politik zu unterstützen. Von 1972 bis 1976 war sie Direktorin der Landreform-Kommission. Chandrika war von 1976 bis 1979 Expert Consultant der Ernährungs- und Landwirtschaftsorganisation der Vereinten Nationen (FAO). Nach der verheerenden Wahlniederlage der SLFP 1977 war sie außerdem bis 1985 Herausgeberin der singhalesischen Tageszeitung Dinakara.
Chandrika Bandaranaike heiratete 1978 den Filmschauspieler und Politiker Vijaya Kumaratunga. Das Paar bekam eine Tochter und einen Sohn. Die Kumaratungas gründeten 1984 eine eigene linkssozialistische Partei namens Sri Lanka Mahajana Pakshaya (SLMP; Sri-Lanka-Volkspartei), die sich vom singhalesischen Nationalismus der SLFP distanzierte und eine Versöhnung mit den Tamilen anstrebte. Vijaya Kumaratunga fiel am 16. Februar 1988 vor den Augen seiner Frau einem Attentat singhalesischer Extremisten der kommunistischen Janatha Vimukthi Peramuna zum Opfer. Nach der Ermordung ihres Mannes zog sie sich vorübergehend aus der Politik zurück und ging nach England. Dort arbeitete sie am Institute of Commonwealth Studies der Universität London und am World Institute for Development Economics Research der Universität der Vereinten Nationen.
1991 kehrte sie nach Sri Lanka zurück. Sie gründete eine neue Partei, Bahujana Nidahas Pakshaya (Multi-People Freedom Party), die aber wenig Resonanz fand. 1991 schloss sie sich wieder der SLFP an, die nach wie vor von ihrer Mutter Sirimavo Bandaranaike angeführt wurde und in Opposition zur UNP-Regierung von Ranasinghe Premadasa stand. 1992 wurde sie stellvertretende Parteivorsitzende, nachdem sie ihren Bruder Anura, der ihr innerparteilicher Hauptkonkurrent gewesen war, politisch ausmanövriert hatte. Im Mai 1993 wurde sie zur Regierungschefin der Westprovinz gewählt. Sie wurde nach dem Sieg der People’s Alliance, eines Linksbündnisses verschiedener Oppositionsparteien, in den vorgezogenen Parlamentswahlen im August 1994 zur Premierministerin von Sri Lanka ernannt. Zugleich übernahm sie von ihrer Mutter den Parteivorsitz der SLFP.
Nur drei Monate später gewann Kumaratunga die Präsidentschaftswahl mit 62,3 Prozent der Stimmen gegen Vajira Srimathi Dissanayake von der bislang regierenden UNP. Am 12. November 1994 wurde sie als Präsidentin vereidigt. Danach ernannte sie ihre Mutter Sirimavo Bandaranaike erneut zur Premierministerin; für diese war es ihre dritte Amtszeit. Zu Beginn ihrer Amtszeit schlug sie einen versöhnlichen Kurs gegenüber der tamilischen Separatisten-Bewegung Liberation Tigers of Tamil Eelam (LTTE) ein, um den Bürgerkrieg, der das Land erschüttert, zu beenden. Nach dem Scheitern dieser Pläne fuhr sie zuletzt eine stärker militärisch geprägte Linie gegen die Separatisten.

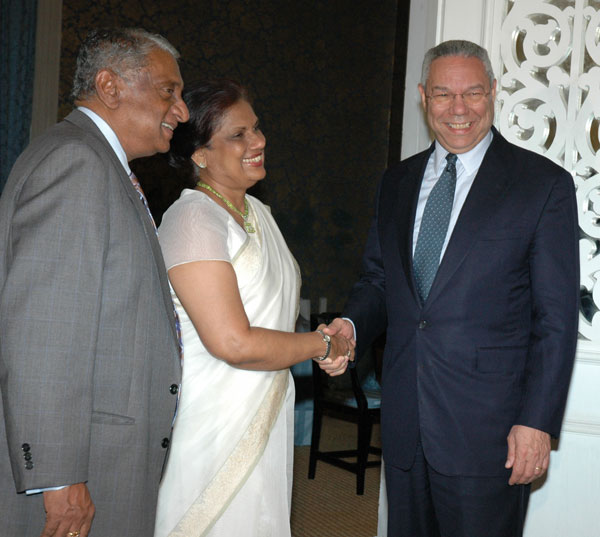
Kumaratunga mit dem sri-lankischen Außenminister Lakshman Kadirgamar und US-Außenminister Colin Powell (2005)

Der Wahlkampf der vorgezogenen Präsidentschaftswahl am 21. Dezember 1999 war von Gewalt überschattet. Am 18. Dezember verübte eine Terroristin der LTTE ein Selbstmordattentat auf sie. Kumaratunga überlebte das Attentat, aber ihr rechtes Auge wurde so schwer verletzt, dass dieses Auge erblindete. Bei der Wahl drei Tage später konnte sie von einem erheblichen Sympathiebonus profitieren und wurde mit 51 % der abgegebenen Stimmen im Amt bestätigt.
Eine erneute Kandidatur, die ihr nach zwei Amtsperioden nicht zugestanden hätte, zu der Präsidentschaftswahl im November 2005 wurde durch eine Verfassungsklage der „Partei des nationalen Erbes“ (Jathika Hela Urumaya) verhindert. Ihr Amtsnachfolger wurde Mahinda Rajapaksa.